# Teorema lui Fermat
Teorema lui Fermat este o teoremă de analiză matematică, numită astfel după Pierre de Fermat. Ea dă o metodă de a găsi punctele de maxim și minim ale unei funcții derivabile. Valoarea derivatei în aceste puncte este 0. Astfel, problema determinării punctelor de maxim și minim ale unei funcții se reduce la obținerea soluțiilor unei ecuații. Punctele de extrem sunt incluse în mulțimea punctelor staționare, puncte unde derivata e nulă.

## Enunț
Fie {\displaystyle f\colon (a,b)\rightarrow \mathbb {R} } o funcție și se presupune că {\displaystyle \displaystyle x_{0}\in (a,b)} este un
punct de maxim (sau minim) local al funcției {\displaystyle \displaystyle f}. Dacă {\displaystyle \displaystyle f} este derivabilă în {\displaystyle \displaystyle x_{0}} atunci {\displaystyle \displaystyle f'(x_{0})=0}.

## Demonstrație
Presupunem că {\displaystyle \displaystyle x_{0}} este un maxim (o considerație similară se poate face în cazul că {\displaystyle \displaystyle x_{0}} este un minim). Atunci {\displaystyle \exists \,\delta >0} astfel ca {\displaystyle (x_{0}-\delta ,x_{0}+\delta )\subset (a,b)} și este valabilă {\displaystyle f(x_{0})\geq f(x)\,\forall x} cu {\displaystyle \displaystyle |x-x_{0}|<\delta }. Prin urmare pentru orice {\displaystyle h\in (0,\delta )}
{\displaystyle {\frac {f(x_{0}+h)-f(x_{0})}{h}}\leq 0.}
Deoarece limita acestui raport când {\displaystyle \displaystyle h} tinde spre 0 există și este egală cu {\displaystyle \displaystyle f'(x_{0})} se trage concluzia că {\displaystyle f'(x_{0})\leq 0}. Pe de altă parte, pentru {\displaystyle h\in (-\delta ,0)} avem
{\displaystyle {\frac {f(x_{0}+h)-f(x_{0})}{h}}\geq 0}
unde, de asemenea, limita când {\displaystyle \displaystyle h} tinde spre 0 există și este egală cu {\displaystyle \displaystyle f'(x_{0})} se trage concluzia că {\displaystyle f'(x_{0})\geq 0}.
Prin urmare rezultă că {\displaystyle \displaystyle f'(x_{0})=0}.